# Пустынный буроголовый ворон
Пусты́нный буроголо́вый во́рон (лат. Corvus ruficollis) — вид птиц из семейства врановых.

## Общая характеристика
Размеры мельче, чем у обыкновенного ворона: длина тела 52-56 см, длина крыла самцов в среднем 411 мм, самок — 310 мм. Средняя масса — 580 г. Молодые птицы по окраске буровато-чёрные без коричневого оттенка. Взрослые птицы чёрные со стальным отливом и резко отличаются от обыкновенного ворона шоколадно-бурым оттенком головы, шеи, спины и зоба. Клюв и ноги чёрные.
В условиях типичной пустыни ворон в сущности единственная чёрная птица, так как чёрная ворона и грач (вне населённых пунктов) здесь практически отсутствуют. Даже в самых глубинных местах пустыни ворон отличается осторожностью в поведении, близко к себе не подпускает, хорошо «узнает» ружье. В гнездовое время мало заметен и относительно редко попадается на глаза. Голос, как и у обыкновенного ворона, «крук, крук, крук…», кроме того, каркающий крик, похожий на карканье чёрной и серой вороны, издаваемый им при нападении. Ворон не бегает, только ходит, переваливаясь с одного бока на другой, шагает медленно и довольно тяжело. Редко делает небольшие прыжки. При обычных перемещениях полет ворона ровный и плавный; во время воздушных игр крыльями работает несколько учащенно, хорошо известно красивое зрелище — стремительное падение ворона спиралью с большой высоты. На охоте полет весьма вялый.

## Распространение
Острова Зеленого Мыса, в Сахаре на запад до Рио-де-Оро, Асбена и Сокотры, на восток до Синая, Мертвого моря, в Судане, на восточном и южном берегу Аравии, в восточном Иране, Белуджистане, Афганистане и в пустынях Средней Азии. В Туркмении идет от Прикаспийских пустынь через все Каракумы на север до Сарыкамышской котловины и южного Устюрта, к югу до пустынных предгорий Копетдага, Бадхыза и Карабиля. Далее на восток населяет Кызылкумы, Присырдарьинские и Причуйские пустыни на севере до Приаральских Каракумов, северо-восточной части Балхаша и гор Бектау-Ата. Возможно, гнездится в юго-западном Таджикистане. В России зарегистрирован залёт в Оренбургскую область.

## Образ жизни
Обычная птица, но не многочисленная. В Каракумах численность ворона, в общем, возрастает с запада на восток, что находит своё вероятное объяснение в особенностях ландшафта и, в частности, в сравнительно большом развитии саксаульников в восточных Каракумах. Больших скоплений в Туркмении пустынный ворон не образует и в холодное время года. Здесь не наблюдаются те огромные сотенные стаи, о которых упоминают исследователи северной Африки.
По-видимому, в Кызылкумах перелётная птица, откочевывающая осенью к югу. В Каракумах определенно встречается круглый год. В холодное время года, однако, большинство воронов из северных частей этой пустыни перемещается в более южные её районы.
Гнездится на саксауле, кандыме, песчаной акации, тамариске, по обрывам останцов и на уступах ксерофильных гор, на развалинах человеческих сооружений, на вершинах барханов и на телеграфных столбах.

## Питание
С целью кормежки чаще всего вороны посещают караванные пути (колодцы, места стоянок пастухов и т. д.), где они подбирают отбросы, оставшиеся от каравана, кормятся на трупах павших верблюдов и других домашних животных. Питаются также за пределами караванных троп, где охотничий район каждой пары более или менее постоянный и охватывает территорию примерно в несколько квадратных километров. Пищей здесь ворону служат крупные жуки (например чернотелки), которыми он в начале кормит и птенцов, ящерицы, грызуны до размеров зайца. В подгорной полосе посещают поля с зерновыми культурами; у добытых здесь воронов в желудках обнаружены зерна пшеницы и ячменя, а также хитиновые остатки насекомых. При возможности охотно пьет.

## Размножение
В пустыне ворон предпочитает использовать для гнёзд древесную (прежде всего саксаул чёрный) или крупнокустарниковую растительность. Так, в Присырдарьинских пустынях из 68 гнезд ворона 47 помещались на чёрном саксауле, 3 на песчаной акации, 2 на тамариске, 1 на джиде и 5 на туранге; 10 гнезд — в глиняных сооружениях человека. На дереве гнездо помещается в верхней части и поддерживается толстыми сухими сучьями. На совершенно высохших и сохранивших только ствол деревьях или на телеграфных столбах гнездо ворона помещается на самой верхушке, будучи весьма искусно прикрепленным к стволу. Гнездо, которое имеет вид грубой корзины, в зависимости от того, где оно располагается, может находиться на различных высотах, но чаще от 1,5 до 4—5 м.
В постройке нового гнезда и в ремонте прошлогоднего принимают участие оба пола. Материал для основы и боковых стенок гнезда (ветки и кора саксаула, свежие и выгоревшие эфемеры и т. д.) приносят как самец, так и самка, в дальнейшем обязанность отыскивания шерсти различных животных, перьев птиц, тряпок, обрывков кошмы и т. п. ложится только на самца, а самка остается в гнезде и занимается притаптыванием, уминанием этого материала и выстиланием его по гнезду.
В отличие от обыкновенного ворона, у пустынного ворона репродуктивный цикл поздний и начинается не раньше средних чисел марта — начала апреля. В частности, в Туркмении разница в календаре размножения обыкновенного и пустынного воронов довольно значительная — около месяца. В пустынях по нижнему течению Сырдарьи начало периода размножения имеет место в конце марта (в южных частях) и в начале апреля (в более северных местах). Цикл не только поздний, но вместе с тем и растянутый. В Туркмении общая его продолжительность равняется примерно трем месяцам — начинается в середине марта и кончается в июне. Кладка происходит в различных числах апреля; также и в первой половине мая (у молодых особей). В кладке обычно 5, нередко 4 и 6, иногда 7 яиц. Размеры: 38,5— 49,2x28,5 — 32,0 мм, то есть мельче яиц обыкновенного ворона.
В насиживании, которое продолжается немногим более 20 дней, главную роль играет самка, которой самец помогает, по-видимому, только эпизодически. Число птенцов 4—5. Имеется сведения о том, что первые стадии постэмбрионального развития птенцов протекают вяло; в Кызыл-Кумах находили птенцов весом около 200 г, слепых и голых. При выводке находятся оба родителя, которые сильно привязаны к птенцам; последние очень прожорливы. В начале около птенцов остается один из родителей, а второй (чаще всего самец) разыскивает для них корм; в дальнейшем этой работой занимаются обе птицы. Забота родителей о молодых не заканчивается даже тогда, когда последние становятся на крылья, и они ещё долго кочуют вместе с молодыми в пределах гнездового района.